# Elección legislativa de Francia de 1846
Las elecciones legislativas de Francia de 1846 se realizaron el 1 de agosto de 1846.

## Resultados
| Partido | Partido       | Escaños |
| ------- | ------------- | ------- |
|         | Conservadores | 290     |
|         | Oposición     | 168     |

- Datos: Q520315